# Marktplatz 7 (Beerfelden)
Marktplatz 7 ist ein denkmalgeschütztes Anwesen in Beerfelden.
Das Gebäude auf Flurstück 8/1 ist ein zweigeschossiges Fachwerkhaus mit Krüppelwalmdach in Ecklage. Es gilt als typisches Beispiel eines Beerfelder Hauses nach Plänen des gräflichen Baumeisters Jänisch. Im Gebäude befand sich einst ein Gasthaus.